# Réseau Coopsco
 (juin 2020).
Si vous disposez d'ouvrages ou d'articles de référence ou si vous connaissez des sites web de qualité traitant du thème abordé ici, merci de compléter l'article en donnant les références utiles à sa vérifiabilité et en les liant à la section « Notes et références ».
Le Réseau Coopsco regroupe 60 coopératives en milieu scolaire de niveau secondaire, collégial et universitaire, en grande majorité au Québec. En 2012, le Réseau Coopsco comptait près de 1 500 employés et les 60 coopératives opéraient 100 points de service dans 90 institutions scolaires, faisant du Réseau Coopsco le plus vaste réseau de librairies au Québec. Les 60 coopératives sont réunies au sein de la Fédération québécoise des coopératives en milieu scolaire.
Ces coopératives sont actives dans le secteur du livre et de la papeterie, de l'informatique, des services alimentaires, et plusieurs autres. Elles regroupent près de 400 000 étudiants francophones et anglophones, et leur chiffre d'affaires consolidé dépasse les 125 millions de dollars.

## Structure
Étant une coopérative, les propriétaires des 60 coopératives du réseau Coopsco sont leurs membres, les étudiants, les professeurs et les employés des cégeps et des universités du Québec. Chaque coopérative est une entreprise indépendante qui a ses propres membres, son assemblée générale annuelle, son conseil d'administration et sa direction générale. L'Assemblée générale des membres élit le conseil d'administration de la coopérative qui est généralement formé d'étudiants, de professeurs et d'autres employés. Le rôle du conseil d'administration est d'assurer l'intérêt des membres, déterminer les grandes orientations et approuver les décisions importantes. La gestion quotidienne de la coopérative est assurée par le directeur général, qui est nommé par le conseil d'administration.
Sur le même modèle, la Fédération est donc une coopérative de coopératives. Les membres de la Fédération sont les 60 coopératives et elles possèdent une structure similaire aux autres coopératives avec une assemblée générale des membres qui élit un conseil d'administration. Le conseil d'administration de la fédération est composé d'une part d'administrateurs de coopératives et d'autre part de directeurs généraux de coopératives. La fédération possède une double présidence, le président de la fédération est un étudiant administrateur de coopérative alors que le président du conseil d'administration est un directeur général. 

## Coopératives membres
- Niveau universitaire
  - Coop UQAM
  - Association coopérative étudiante de l'UQAR
  - Coop Droit - Université de Montréal
  - Coop HEC Montréal
  - Coopoly
  - Coopérative étudiante de la faculté de l'aménagement de l'Université de Montréal
  - Coopérative étudiante de l'Université du Québec à Chicoutimi
  - Coopérative de l'Université de Sherbrooke
  - Coopérative de l'Université du Québec en Abitibi-Témiscamingue
  - Coop ÉTS

- Mixte
  - Coopsco Outaouais
  - Coopsco des Laurentides
  - Coopsco Trois-Rivières

- Niveau collégial
  - Librairie Coop Ahuntsic
  - Association coopérative des étudiants du collège Édouard-Montpetit
    - École secondaire Jacques-Rousseau (comptoir)

  - Coopsco F.-X.-Garneau
  - Association étudiante coopérative du collège de Rosemont
  - Coopsco - Cégep de Lévis
  - Coopsco - Cégep de Chicoutimi
  - Coopsco - Cégep d'Alma
  - Coopérative Marie-Victorin
  - Coopsco Victoriaville
    - Cégep de Victoriaville (siège social)
    - École Nationale du meuble et de l'ébénisterie

  - Coopérative étudiante CRITNÉ
    - Cégep de La Pocatière (siège social)
    - Centre d'études collégiales de Montmagny
    - Polyvalente de La Pocatière
    - Institut de technologie agro-alimentaire de La Pocatière

  - Coopérative étudiante du Cégep Beauce-Appalaches
  - Coopsco Saint-Hyacinthe
    - Cégep de Saint-Hyacinthe (siège social)
    - Institut de technologie agroalimentaire de Saint-Hyacinthe (comptoir)
    - École professionnelle de Saint-Hyacinthe (comptoir)
    - Polyvalente Hyacinthe-Delorme (comptoir)

  - Coopérative étudiante du collège Sorel-Tracy
  - Coopérative du Cégep de Rivière-du-Loup
  - Librairie coopérative du cegep Saint-Jean-sur-Richelieu
  - Librairie coopérative du collège de Maisonneuve

- Niveau secondaire
  - Coopsco - CEFPA, Pavillon Wilbrod-Dufour (Alma)
  - École secondaire Jacques-Rousseau (comptoir de la coop du cegep Édouard-Montpetit)
  - Polyvalente de la Pocatière (comptoir de la coopérative étudiante CRITNÉ)